# Herbert L. Strock
Herbert L. Strock, né le 13 janvier 1918 à Boston et mort le 30 novembre 2005, à Moreno Valley est un réalisateur américain .

## Filmographie partielle
- 1953 : Le Monstre magnétique (en) (The Magnetic Monster)
- 1954 : Gog
- 1954 : Riders to the Stars (en) de Richard Carlson
- 1955 : Battle Taxi
- 1957 : I Was a Teenage Frankenstein
- 1957 : Sang du démon
- 1958 : Destination Nightmare
- 1958 : How to Make a Monster
- 1961 : The Devil's Messenger
- 1962 : Rider on a Dead Horse
- 1963 : The Crawling Hand
- 1973 : Brother on the Run